# Минское гетто
Минское гетто (20 июля 1941 — 21 октября 1943) — еврейское гетто, место принудительного переселения евреев Минска в процессе преследования и уничтожения евреев во время оккупации территории Белоруссии войсками нацистской Германии в период Второй мировой войны.
Гетто было одним из самых крупных в Европе, а на оккупированной территории СССР занимало второе место по количеству узников после Львовского. Через Минское гетто прошло около 120 000 евреев, из которых минимум 105 000 погибли. Бежать из гетто, по разным оценкам, удалось от 6000 до 10 000 человек, около 5000 из которых выжили.

## Оккупация Минска и создание гетто
В 1939 году в Минске проживали 70 998 евреев — 29,7 % населения. С сентября 1939 года к ним присоединились около 2000 евреев — беженцев из Польши. К 28 июня 1941 года в Минске оставались примерно 55 000 евреев.
Минск был оккупирован войсками вермахта три года — с 28 июня 1941 года по 3 июля 1944 года. Нацисты включили Минск в состав территории, административно отнесённой в состав генерального округа Белорутения рейхскомиссариата Остланд, в которой высшим гражданским административным органом был генеральный комиссариат во главе с генеральным комиссаром Вильгельмом Кубе, а с сентября 1943 года — группенфюрером СС Куртом фон Готтбергом. Репрессивные функции на этой территории до декабря 1941 года осуществляли оперативные группы рейхсфюрера СС Гиммлера (айнзатцгруппы А, В, С), а впоследствии — управление полиции безопасности и СД. Для осуществления политики геноцида и проведения карательных операций сразу вслед за войсками в город прибыли карательные подразделения войск СС, айнзатцгруппы, зондеркоманды, тайная полевая полиция (ГФП), полиция безопасности и СД, жандармерия и гестапо. В городе были укомплектованы полицейские коллаборационистские подразделения.
Уже через три дня после захвата города, 1 июля 1941 года, оккупационная власть наложила на евреев Минска «контрибуцию», заставив сдать определённое количество денег и драгоценностей. Сразу после этого было приказано создать юденрат (еврейский комитет) для исполнения немецких приказов в отношении евреев Минска и избрать его председателя. Председателем юденрата немцы поставили Илью Мушкина (до войны — начальник одного из минских трестов) из-за его знания немецкого языка (до апреля 1942 года), затем поставили Э. Иоффе (до конца июля 1942 года) и Н. Эпштейна (до октября 1943 года).
После этого полевая комендатура распространила приказ об обязательной регистрации евреев и привлечении их к принудительным работам (мужчин — с 14 до 60 лет, женщин — с 16 до 50 лет), причем евреям запрещалось менять место жительства, путешествовать и получать оплату труда деньгами (разрешалось пропитанием).
19 июля 1941 года, через три недели после захвата Минска, немцы, реализуя гитлеровскую программу уничтожения евреев, приняли решение о создании гетто. В этот день в Минске состоялось совещание командующего тылом группы армий «Центр» генерала Шенкендорфа и высшего начальника СС и полиции генерального округа «Белоруссия» бригадефюрера СС Ценнера, на котором рассматривались вопросы взаимодействия по уничтожению евреев. Решение было обнародовано (расклеено на столбах) на следующий день — 20 июля 1941 года — на белорусском и немецком языках.
Юденрат, не имеющий никаких административных прав, первое время отвечал за сбор контрибуции с евреев Минска, за скрупулёзную регистрацию всех домов в гетто и каждого узника, и за соблюдение санитарии в гетто — так как немцы очень боялись эпидемий.
На перемещение евреев в гетто по плану было отведено 5 дней, однако практически осуществить переселение десятков тысяч людей за такое время оказалось невозможно, и срок был продлён до конца июля. К 1 августа 1941 года переселение евреев в гетто было завершено, туда оказались загнаны 80 000 человек. В сентябре—октябре 1941 года узников в гетто было уже около 100 000.

### Лагерь в Дроздах
В июле 1941 года, сразу после оккупации Минска, нацисты создали в 2-3 километрах от города, у деревни Дрозды, концентрационный лагерь для советских военнопленных и гражданских лиц. В этот лагерь попали более 100 000 военнопленных и около 40 000 мужчин призывного возраста, которых схватили при регистрации мужчин в Минске после захвата города. Попавших в лагерь евреев отделили от остальных. Немцы очень серьёзно относились к возможности еврейского сопротивления, и поэтому в большинстве случаев в первую очередь убивали образованных и просто достаточно молодых евреев-мужчин в возрасте от 15 до 50 лет. Исходя из этих соображений, немцы из числа евреев в лагере отобрали инженеров, врачей и бухгалтеров и сразу их расстреляли.
Оставшихся евреев перевели в городскую тюрьму, затем отобрали и расстреляли ещё около 100 человек, а остальных отправили в распоряжение юденрата для переселения в организующееся гетто.

## Структура Минского гетто
Согласно архивным данным и показаниям свидетелей, в годы войны в Минске было три гетто:
1. «Большое» гетто — существовало с 19 июля 1941 по 21 октября 1943 года. Территория гетто охватывала 39 улиц и переулков вокруг Юбилейной площади — в районе еврейского кладбища и Нижнего рынка. Общая площадь 2 км\кв. Улица Республиканская (во время оккупации — Миттельштрассе, сейчас — Романовская Слобода) прорезала гетто насквозь, с обеих сторон была отгорожена от гетто колючей проволокой, и использовалась как проезжая часть для обычного транспорта. В это гетто нацисты согнали более 80 000 евреев.
Вход и выход из гетто был возможен только через две специальные проходные — на улице Опанского (нынешняя Кальварийская) и Островского (Раковская).
2. «Малое» гетто — находилось в районе радиозавода им. Молотова (впоследствии завода им. Ленина) с октября 1943 года до 30 июня 1944 года.
3. «Зондергетто» (часть гетто по ул. Сухой и Обувной) — гетто для 20 000 евреев, депортированных нацистами из семи стран Западной, Центральной и Восточной Европы. Существовало с ноября 1941-го по сентябрь 1943 года.

## Условия в гетто
Гетто было огорожено по периметру забором из колючей проволоки. Оно круглосуточно охранялось силами СС совместно с белорусскими и литовскими полицаями.
Всем узникам гетто под страхом смерти было приказано постоянно носить специальные опознавательные знаки — матерчатые «латы» жёлтого цвета диаметром 10 см и белые нашивки с номерами домов на груди и спине.
Немцы и полицаи безнаказанно грабили и убивали обитателей гетто, насиловали девушек и затем убивали их. Представителем немецкого командования в гетто с неограниченными правами был назначен патологический садист Городецкий — наполовину немец, бывший житель Ленинграда. Помощником Городецкого и непосредственным организатором массовых убийств были немецкие офицеры Готенбах, а после него — Ридер, оба — садисты, любившие лично убивать и мучить узников, и создававшие для них невыносимые условия жизни.
Жизнь евреев была обложена множеством запретов, за любое нарушение которых для евреев была только одна мера наказания — расстрел. Например, запрещалось покидать гетто без разрешения, появляться без опознавательных знаков, иметь и носить меховые вещи, менять вещи на продукты у неевреев. Евреям запрещалось ходить по центральным улицам и по тротуарам — но только по мостовой, а при встрече с немцем еврей был обязан ещё за 15 метров снять головной убор. Запрещалось здороваться со знакомыми неевреями. Запрещалось заходить в сады и другие общественные места. Зимой, даже в сильные морозы, в гетто запрещалось проносить хотя бы даже щепку для отопления.

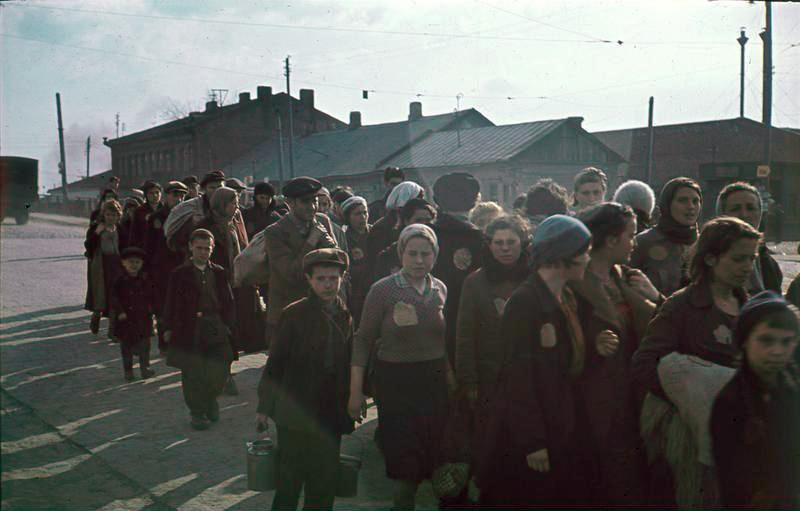
Колонна узников Минского гетто на улице. 1941 год

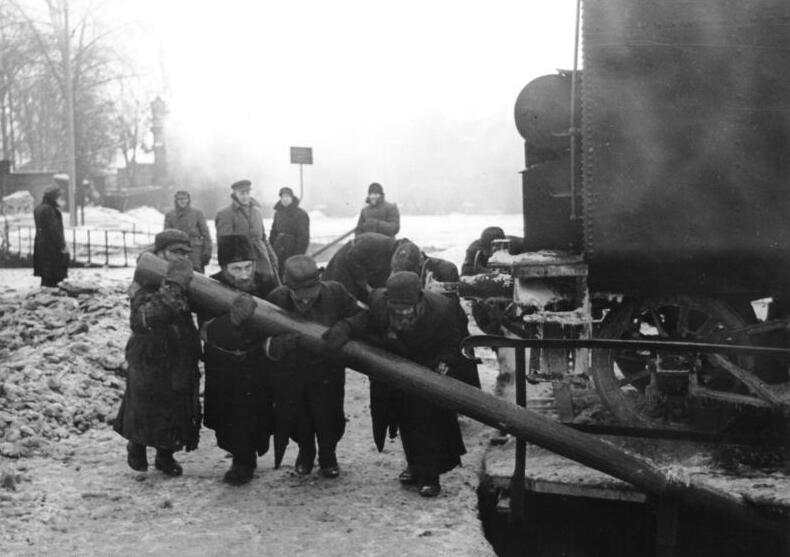
Евреи на принудительных работах на железной дороге. Минск, февраль 1942 года.

Оккупационная власть накладывала на гетто несколько «контрибуций». Первый раз — 2 миллиона рублей, 200 килограммов серебра и 10 килограммов золота. Второй раз у евреев потребовали 50 килограммов золота и серебра, а в третий ещё больше. Грабёж в виде контрибуции проводился лично Городецким при вынужденном участии под страхом смерти еврейского комитета и еврейской полиции.
Все имевшиеся хоть сколько-нибудь ценные вещи были в короткое время обменены на продукты — вначале неевреям разрешалось привозить в гетто муку для обмена, но вскоре это запретили, и менять вещи на еду удавалось только тайком через ограждение из колючей проволоки. Рассол из селедочных бочек считался деликатесом, обычной едой были оладьи из картофельной кожуры, в пищу употреблялось сало, которое удавалось соскоблить на кожзаводе со старых шкур. Евреям из гетто, используемых на принудительных работах, один раз в день давали миску пустой баланды.
Никаких легальных путей поступления продуктов в гетто не было, и главным источником существования для евреев стали нелегальные, смертельно опасные обмены с нееврейским населением через рабочие колонны и через проволоку на границе с русским районом. Также «черный рынок» действовал и внутри гетто, причём участие в нём принимали и некоторые из немцев, имевших туда доступ. Примером обменной ценности вещей на продукты может служить такой — за буханку хлеба и 3 луковицы узники отдавали золотые часы.
На протяжении всего времени существования гетто, от момента его создания и до уничтожения, нацисты поддерживали чрезвычайно высокую плотность заселения — в одноэтажный дом на 2-3 квартиры втискивали до 100 человек, в аналогичный двухэтажный — до 300 человек, из расчёта 1,2-1,5 м² на человека без учёта детей. В одной комнате обычно ютилось минимум несколько семей.
Невыносимая скученность, голод и абсолютная антисанитария вызывали в гетто повальные болезни и эпидемии. Опасность распространения инфекций была настолько серьёзной, что в 1941 году немцы разрешили открыть на территории гетто две больницы и даже детский сиротский приют (уничтоженный в апреле 1943 года). Больница в гетто при почти полном отсутствии медикаментов и оборудования была укомплектована блистательным врачебным персоналом. Возглавил её и наладил функционирование доктор Чарно.

## Уничтожение гетто
Вначале нацисты убивали тех, кто не мог работать, затем начались крупномасштабные погромы.
С весны 1942 года многих детей в гетто умерщвляли в газвагенах, хватая их прямо на улицах и запихивая в машины. В некоторые дни такие автомобили делали по несколько рейсов.
В истории Минского гетто было множество погромов — дневных и ночных. Обычной практикой были массовые убийства (немцы использовали эвфемизм «акция») оставшихся в своих жилищах обитателей гетто в то время, когда трудоспособных уводили на работу.
- август 1941 года — первый крупный погром. Были убиты около 5000 евреев[1][23][34].
- 7-8 ноября 1941 года после того, как рабочие колонны были уведены, немцы и литовские полицаи оцепили район с улиц Замковая, Подзамковая и Немига, и начали погром. Дойдя до улицы Опанского и оставляя за собой множество тел убитых евреев, немцы собрали толпу из женщин и детей, погнали их в Тучинку и расстреляли. По разным оценкам, в этот день были убиты от 5000 до 10 000[1], 12 000 узников[10][25] или 18 000 евреев[27][18]. Некоторым удалось бежать[35]. После этого погрома площадь гетто была сокращена за счёт района улицы Островской, а оставшиеся евреи стали сооружать в гетто разнообразной конструкции тайные убежища — так называемые «малины»[10][9][36].
- 20 ноября 1941 года были убиты от 6000 до 15 000[1] евреев в районе улицы Обойной и рядом с ней[9][37][38].
- 21 января 1942 года — были расстреляны более 12 000 евреев[1].
- 2-3 марта 1942 года[39]:

2 марта большую группу евреев под конвоем погнали в сторону Дзержинска, и тех, кто не умер и не замёрз насмерть по дороге, расстреляли, вероятнее всего, на территории Путчинского сельсовета. В этот же день из Минского гетто в железнодорожных вагонах были вывезены на запад и расстреляны ещё 3412 евреев.
Непосредственно в гетто после ухода трудоспособных узников въехали грузовые автомобили с немцами и полицаями, которые устроили очередное массовое убийство на всей территории гетто. Тела убитых — примерно 5000 человек — сбрасывали в бывший карьер, на месте которого сейчас находится мемориал «Яма».
В этот же день, 2 марта, до 10 часов утра, не найдя достаточного количества людей для отправки на расстрел, немцы построили детей из детского дома и отвели на улицу Ратомскую, 35, где сбросили в яму. В это время к яме приехал Генеральный комиссар Белоруссии Вильгельм Кубе и бросал детям, которых живыми засыпали землёй, конфеты. В этот день немцы убили от 200 до 300 детей вместе с медперсоналом и воспитательницами.
В тот же день каратели расстреляли колонну людей, которые возвращались с работы. В исторической литературе эти события вошли под названием «бойня 2 марта». Всего в этот день были убиты 8000 евреев.
- 28-31 июля 1942 года — погром длился четыре дня, трудоспособных узников всё это время держали на работе. За эти дни были убиты около 10 000[ком 2][46][10][9][41][47][48] или даже 25 000[27][49][25] человек.
- 29 декабря 1942 года трудоспособных узников задержали на работе, а в гетто уничтожали всех подряд. Во время этого погрома убили и всех больных в больнице гетто (кроме тифозных — побоялись заходить), включая детей:

В детском отделении было семеро детей. Рибе, начальник полиции, надел белые перчатки и зарезал всех детей ножом. Вышел оттуда, скинул белые перчатки, закурил и съел шоколадку.
На начало апреля 1942 года, по официальным данным оккупационного генерального комиссариата, в Минске были зарегистрированы 20 000 работоспособных евреев. Уже к концу сентября 1942 года это число сократилось наполовину. К октябрю 1942 года территория гетто была разделена на пять частей, на территории которых было 273 дома.
Всего к концу 1942 года в гетто были убиты более 90 000 евреев, и к началу 1943 года в живых осталось от 6000 до 8000 узников.
21 июня 1943 года нацистская верхушка приняла решение о полном уничтожении всех гетто на оккупированных землях. Последним днём существования Минского гетто считается 21 октября 1943 года — день начала последнего погрома. В течение 21-23 октября 1943 года нацисты убили всех ещё живых к тому времени узников, кроме 500 квалифицированных мастеров, вывезенных в Германию. На территории Минского гетто, как потом выяснилось, в живых осталось только 13 человек, которые 263 дня прятались в подвале дома около еврейского кладбища на улице Сухой и смогли выйти из убежища только после освобождения Минска в июле 1944 года. Всего за 21-23 октября 1943 года были убиты 22 000.
Часть узников Минского гетто была убита в районе Тучинки, находящемся в конце улицы Опанского (сейчас Кальварийская). Там были выкопаны три огромные ямы, в которых только 20 ноября 1941 года были расстреляны из пулемётов 12 000 евреев.
Часть евреев из гетто убили в концлагере СС на улице Широкой (сейчас — улица Куйбышева, у перекрестка с проспектом Машерова). Около 2000 евреев из Минского гетто 11 июня 1943 года были вывезены одним эшелоном в Польшу, в концлагерь Майданек, и, после использования на принудительных работах, практически все уничтожены.
Из более 100 000 евреев, попавших в Минское гетто, выжить смогли только 2-3 % узников.

### Лагерь смерти в Тростенце
С августа 1943 года и почти до самого освобождения Минска в июле 1944 года заключённых лагеря в 4 газвагенах постоянно вывозили в лагерь уничтожения «Малый Тростенец». По дороге до лагеря люди погибали от выхлопных газов, а их тела сжигали в Тростенце. Только таким способом было умерщвлено примерно 20 000 человек, почти все они были евреями из Минского гетто.

## Иностранные евреи в Минском гетто
Депортация евреев из Германии в Белоруссию началась в сентябре 1941 года. 10 ноября 1941 года 992 немецких еврея вывезли на поезде из Дюссельдорфа в Минское гетто. Только пятеро из них пережили Холокост.
К ноябрю 1941 года немцы уже отделили колючей проволокой часть минского гетто по улицам Республиканской (сейчас Романовская слобода), Опанского и Шорной, назвав эту территорию «зондергетто № 1». Зондергетто № 2 было создано между улицами Кустарной (не сохранилась), Димитрова, Шпалерной, Островского и Немига. Всех евреев из Западной Европы селили только в эти два места.
Общение с другими узниками гетто им было строжайше запрещено, привезённые вещи очень быстро были обменены на еду, и немецкие евреи голодали намного сильнее местных. Несмотря на крайнее истощение, они поддерживали на своей территории идеальный порядок и демонстративно праздновали субботу.
По официальным данным, с ноября 1941 года по октябрь 1942 года, из Западной Европы в Минск были перемещены 23 904 еврея. Немецкий историк Моника Кингреен приводит другие сведения — что за 11 месяцев 1941—1942 годов из 250 европейских населённых пунктов в Минск было депортировано 15 500 евреев, из которых выжило только 500. На основании этих данных можно утверждать, что в этот период Минск был центральным местом уничтожения еврейского народа.
В зондергетто содержались евреи из Германии, Австрии, Чехии и других стран. Первыми из них в Минское гетто были привезены немецкие евреи из Гамбурга, и по этой причине всех иностранных евреев стали называть «гамбургскими».
Несколько тысяч из этих евреев были вывезены в Койданово в марте 1942 года и убиты там, остальных убили в Тростенце. Часть евреев из Западной Европы даже не завозили в гетто, а прямиком везли в Тростенец на расстрел.

## Сопротивление в гетто
В Минском гетто под руководством Исая Казинца, Михаила Гебелева, Гирша Смоляра и Матвея Пруслина уже с первых месяцев существования гетто активно действовали 22 подпольные группы, объединявшие более 300 человек. На их боевом счету диверсионные акты и саботаж на немецких предприятиях и железнодорожном узле, около 5000 людей, выведенных из гетто в партизанские отряды, сбор оружия и медикаментов для партизан, распространение подпольной печати. Уже к концу 1941 года в гетто был организован единый подпольный центр. Гирш Смоляр, один из руководителей подпольной боевой организации гетто, был еврейским писателем и журналистом, оставившим впоследствии воспоминания о годах борьбы с нацизмом.
Подполье организовывало вывод евреев из гетто в леса, а проводниками чаще всего были дети. Остались известны имена некоторых из них: Катя Кеслер, Сима Фитерсон (11 лет), Давид Клионский, Рахиля Гольдина, её младший брат Лазарь Гольдин, Моня, Беня (12 лет), Фаня Гимпель, Броня Звало, Вилик Рубежин, Броня Гамер, Катя Перегонок, Леня Модхилевич, Миша Лонгин, Леня Меламуд, Альберт Майзель.
В ноябре 1941 года из гетто выбралась первая вооружённая группа евреев во главе с Б. Хаймовичем. Не найдя партизан, почти все они погибли в феврале-марте 1942 года. 10 апреля 1942 года из Минска вышла вооружённая группа с И. Лапидусом, Оппенгеймом и В. Лосиком, из которой впоследствии образовался партизанский отряд им. Кутузова 2-й Минской бригады.
30 марта немецкий капитан Вилли Шульц вывез 25 евреев на грузовике из гетто к партизанам.
Всего из узников Минского гетто были созданы, по разным данным, от 7 до 10 партизанских отрядов: 5-й отряд им. Кутузова, отряды им. Лазо, Буденного, Фрунзе, Пархоменко, Щорса, 25-летия БССР, отряд 406 и отряд 106, и 1-й батальон 208-го отдельного партизанского полка.

### Подпольная деятельность юденрата
Подпольной группой юденрата руководил первый его председатель Илья Мушкин. Его усилиями в гетто были созданы и функционировали 2 больницы — общая и инфекционная, 2 детских дома и приют для стариков. Под руководством Мушкина, в частности, собирались тёплые вещи для партизан. В эту же подпольную группу входил и Зяма Серебрянский — начальник еврейской полиции Минского гетто.
Инфекционная больница стала центром подпольной организации гетто, а главврач больницы Лев Кулик был одним из руководителей подполья.
После ареста и убийства Ильи Мушкина его преемник на посту председателя юденрата Иоффе также продолжил подпольную борьбу.

## Палачи и организаторы убийств

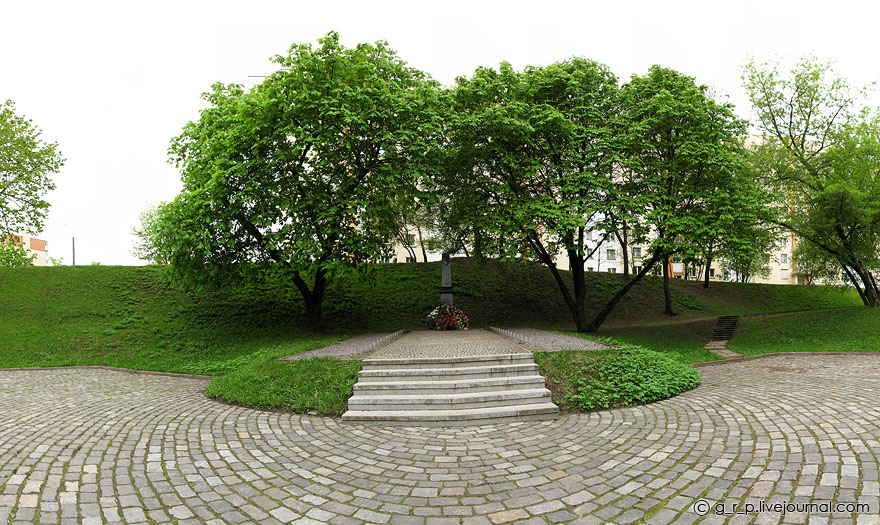
Мемориальный комплекс «Яма»

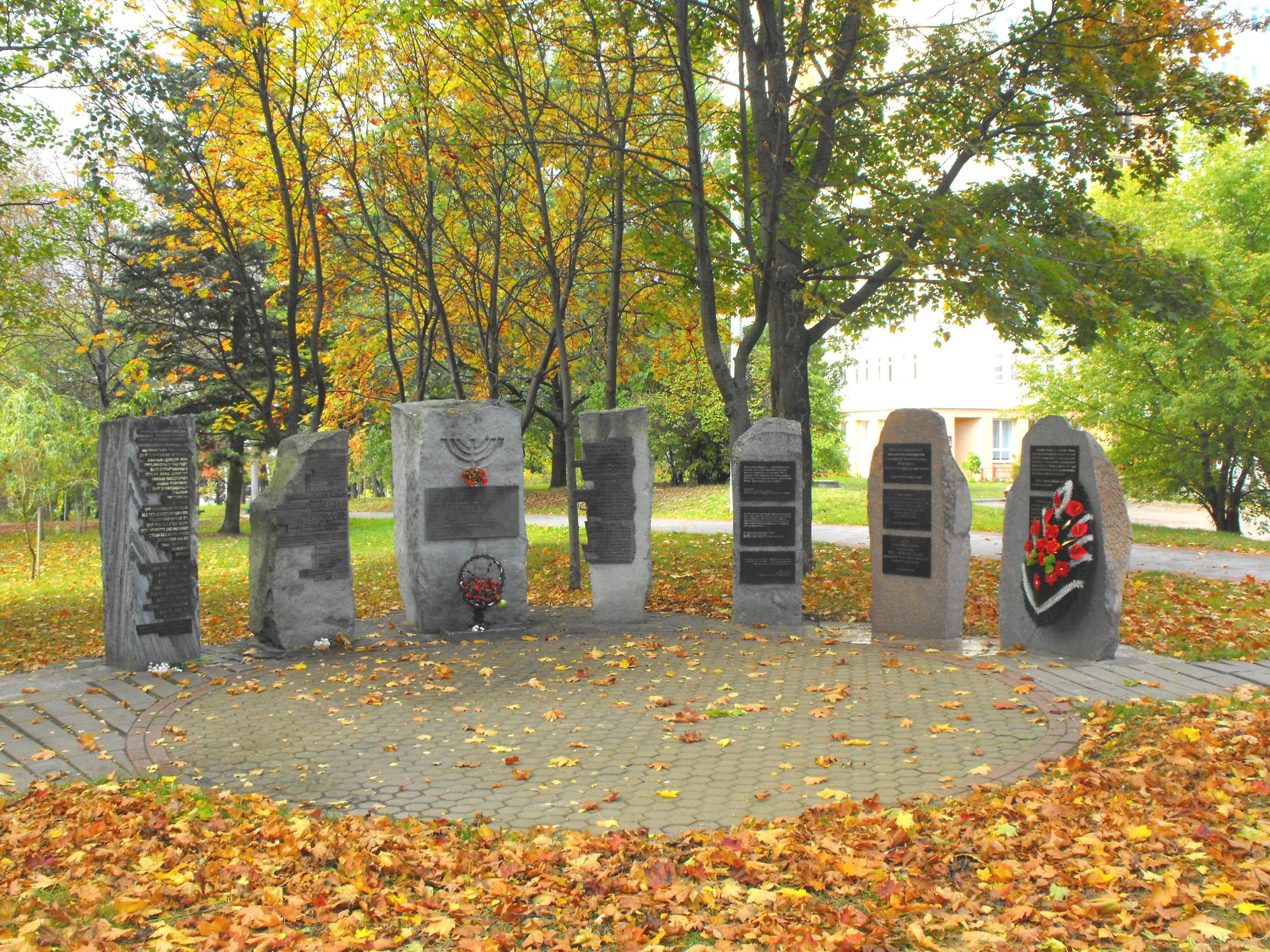
Памятники евреям из Западной Европы — узникам Минского гетто на улице Сухой.

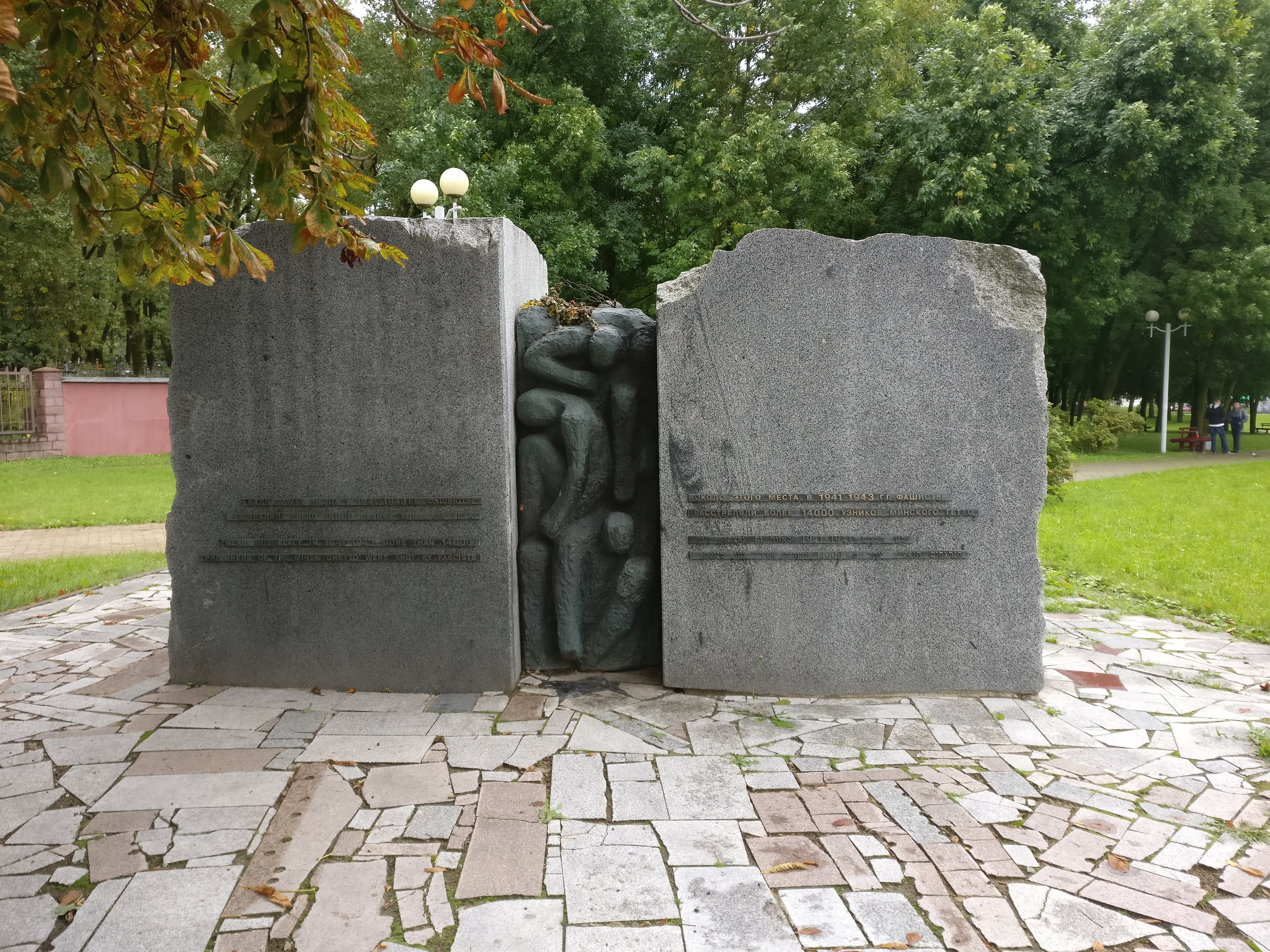
Монумент на улице Притыцкого

«Разбитый очаг» — памятник на улице Сухой

Начальником полиции безопасности и СД в Минске был оберштурмбаннфюрер СС Эдуард Штраух.
Заметную роль в раскрытии немецкими спецслужбами сети Минского антифашистского подполья и, в частности, Военного совета партизанского движения (ВСПД), Минского подпольного горкома КП(б)Б и других органов также сыграли служащие латышской добровольческой роты.
Полицейские формирования, созданные на территории Прибалтики, начали прибывать на территорию Белоруссии с осени 1941 года. Первым в начале октября из Каунаса в Минск прибыл 2-й литовский охранный батальон (с ноября 1941 года он получил название 12-го литовского полицейского батальона) под командованием майора Антанаса Импулявичюса. Батальон нёс охранную и караульную службу, а также принимал участие в карательных акциях против партизан и в уничтожении еврейского населения.
Специальное подразделение («латышская рота при СД») высшего начальника СС и полиции (Höhere SS und Polizeiführer — HSSPF) Остланда, дислоцированное при минском СД, было преимущественно укомплектовано латышами. Его главной задачей было оказание помощи в борьбе против антифашистского подполья и партизан, а также участие в массовых убийствах белорусских евреев. К лету 1942 года в Минске также дислоцировался 266-й «Е» латышский полицейский батальон, который в строевом отношении подчинялся HSSPF Остланда, а в оперативном — командующему полицией порядка Белоруссии.
Высший руководитель СС и полиции в Белоруссии Карл Ценнер в 1961 году предстал перед земельным судом в Кобленце. Он был приговорён к 15 годам тюремного заключения за организацию расстрела 6000 человек. В 1967 году он был освобождён по состоянию здоровья и умер в 1969 в Андернахе.
15 октября 1962 в Кобленце начался судебный процесс по делу военных преступлений нацистов в Белоруссии, в том числе и в Минском гетто. Перед судом предстали Георг Хойзер, Рудольф Шлегель, Фридрих Мербах, Артур Вильке, Йоханнес Федер, Вильгельм Пауль, Якоб Освальд, Эберхард фон Толл, Франц Штарк, Карл Дальхаймер. Главным подсудимым был начальник гестапо в Минске Георг Хойзер, который был приговорён к 15 годам заключения за пособничество в убийстве 11 103 человек. В 1969 году он был досрочно освобождён, умер в 1989 году.

## Память о жертвах и сопротивлении
Опубликованы неполные списки евреев, убитых в Минском гетто.
В Минске установлены несколько памятников и мемориалов в память о более чем 105 000 убитых евреях Минского гетто.
- На месте «Большого» гетто по улице Мельникайте, где 2 марта 1942 года были убиты около 5000[25] евреев, в 1947 году был установлен обелиск, а в 2000 году — скульптурная композиция «Последний путь» (Мемориал жертвам гитлеровского геноцида (Яма))[84].
- В урочище Шашковка (юго-восточная окраина Минска), на месте лагеря смерти Тростенец, в 1963 году был установлен обелиск, реконструированный в 1994 году. В 1995 году на месте печи для сожжения людей открыта стела.
- На улице Сухой находится могила узников Минского гетто и зондергетто (там, по неполным данным, покоится свыше 7000 убитых евреев). В 1993 и 1998 годах там также установлены 2 стелы в память евреям из зондергетто, а 22 сентября 2002 года — камень в память о 993 депортированных евреях Дюссельдорфа, убитым в Минском гетто[85].
- На фасаде дома № 13 на улице Романовская Слобода в 1992 году представителями еврейской общины Бремена установили мемориальную доску в память о почти 450 бременских евреях, депортированных в 1942 году и убитым в Минском гетто. (В 2007 году бронзовая доска была украдена, а после её возвращения оригинал хранится в белорусско-немецком учреждении «Историческая мастерская в Минске», а на доме установлена копия)[86].
- На улице Притыцкого, со стороны Кальварийского кладбища находится монумент жертвам Минского гетто с надписью на 4 языках «Недалеко от этого места в 1941—1943 годах фашистами было расстреляно более 14 000 узников Минского гетто».

В 2008 году министр обороны Белоруссии генерал-полковник Леонид Мальцев от имени Президента Республики Беларусь Александра Лукашенко наградил за мужество и героизм 21 участника антифашистского сопротивления Минского гетто медалями «60 лет Победы в Великой Отечественной войне 1941—1945 годов».
127 человек из Минска были удостоены почетного звания «Праведник народов мира» от израильского мемориального института «Яд Вашем» «в знак глубочайшей признательности за помощь, оказанную еврейскому народу в годы Второй мировой войны».

## Комментарии
1. ↑  80 000 — местных евреев и 25 000 — из Западной и Восточной Европы
2. ↑  6500 — местных евреев и 3500 — из Западной и Восточной Европы